# An-Nakura
An-Nakura (arab الناقورة) – miasto w Libanie, położone w dystrykcie Kada Tyr, 103 km na południe od Bejrutu. W An-Nakurze stacjonują od 1978 roku żołnierze UNIFIL, w skład której wchodził m.in. z Polski Kontyngent Wojskowy w Libanie.